# Aranyház felső ürege
Az Aranyház felső ürege barlang, amely a Tihanyi-félszigeten, a Balaton-felvidéki Nemzeti Park területén található. Magyarország megkülönböztetetten védett barlangjai között volt.

## Leírás
A barlang a Tihanyi-félsziget legnagyobb és legismertebb forráskúpjában, az Aranyházban található. A Belső-tó D-i partjától a sárga kereszt jelzésű turistaösvényen D felé haladva kb. 400 m megtétele után érhető el az Aranyház. A forráskúp legfelső része egy kb. 30 m hosszú, É–D irányú tarajt képez. A taraj D-i végében, 185 m tengerszint feletti magasságban található a barlang. A turistaösvény a barlangbejáratig vezet.
A bejárat 1 m széles, de magasságát már nem lehet egyértelműen meghatározni, ugyanis a barlang kezdetét jelentő küszöb felett nincs beboltozódás. Egy beboltozódás nélküli sziklaszorosból áll a bejárat. A barlang beboltozódása csak a bejárattól 130 cm-rel beljebb válik teljessé. Maga a barlang egyetlen, kürtőszerű cella. Bejárattal szemközti fala felül töredezett és a bal felső sarkában 10×20 cm-es ablakkal nyílik a felszínre.
A barlang befoglaló kőzete üreges hidrokvarcit. Benne kitűnően láthatók a hidrotermális oldódás barázdái és üstjei. A ma ismert barlang alighanem a kioldott, egykori forráskürtő felső része, melynek ismeretlen nagyságú alsó részét évszázadok kőtörmeléke és szeméttörmeléke tölti ki.
1984-ben volt először Aranyház felső ürege néven említve a barlang irodalmában. Előfordul a barlang az irodalmában 3/1-barlang (Eszterhás 1984), Aranyház gejzirkupjának ürege (Eszterhás 1984), Aranyház kráternyilása (Eszterhás 1984) és Aranyház sziklaürege (Eszterhás 1984) neveken is.

## Kutatástörténet
A barlang régen ismert, nyitott bejáratú üreg. Első irodalmi említése Lóczy Lajostól származik, aki szerint az Aranyház üreges gejzírkúp. Pávai-Vajna Ferenc 1931-es tanulmányában le van írva a hidrotermális oldásnyomokat tartalmazó üreg. Cholnoky Jenő 1935-ben megjelent publikációjában meg van említve. Ő forráskráternek gondolta a barlangot. Hoffer András részletesebben leírta az egész Aranyházat, illetve az Aranyház tarajának D-i részében lévő barlangot, amelyet alulról oldott kürtőnek gondolt.
Az 1984-ben kiadott, Lista a Bakony barlangjairól című összeállítás szerint az Aranyház felső ürege (Aranyház sziklaürege, Aranyház kráternyilása, Aranyház gejzirkupjának ürege, 3/1-barlang) nevű barlang a 4463-as barlangkataszteri területen, a Tihanyi-félszigeten, Tihanyban helyezkedik el. A barlang posztvulkánikus, 3×1 m-es és 4 m magas. A Karszt és Barlang 1989. évi különszámában publikált, angol nyelvű tanulmányban (The caves of Hungary) közölve lett, hogy a Tihanyi-félszigeten lévő több mint 40 gejziritbarlang közül a legfontosabbak közé tartoznak pl. azok az üregek, melyek az Aranyházban keletkeztek.
Az Eszterhás István által 1989-ben írt, Magyarország nemkarsztos barlangjainak listája című kéziratban az olvasható, hogy a Bakony hegységben, a 4463-as barlangkataszteri területen, Tihanyban lévő Aranyház felső ürege gejziritben alakult ki. A barlang 2,5 m hosszú és 3,6 m magas. A listában meg van említve az a Magyarországon, nem karsztkőzetben kialakult, létrehozott 220 objektum (203 barlang és 17 mesterséges üreg), amelyek 1989. év végéig váltak ismertté. Magyarországon 40 barlang keletkezett gejziritben. Az összeállítás szerint Kordos László 1984-ben kiadott barlanglistájában fel van sorolva 119 olyan barlang is, amelyek nem karsztkőzetben jöttek létre.
Az Eszterhás István által 1993-ban írt, Magyarország nemkarsztos barlangjainak lajstroma című kéziratban meg van említve, hogy a Bakony hegységben, a 4463-as barlangkataszteri területen, Tihanyban helyezkedik el az Aranyház felső ürege. A gejziritben keletkezett barlang 2,5 m hosszú és 3,6 m magas. Az összeállításban fel van sorolva az a Magyarországon, nem karsztkőzetben kialakult, létrehozott 520 objektum (478 barlang és 42 mesterséges üreg), amelyek 1993 végéig ismertté váltak. Magyarországon 40 barlang, illetve mesterségesen létrehozott, barlangnak nevezett üreg alakult ki, lett kialakítva gejziritben. A Bakony hegységben 123 barlang jött létre nem karsztkőzetben. A Balatoni Nemzeti Park Igazgatóság működési területén, a Balaton-felvidéken elhelyezkedő, 4463/2 nyilvántartási számú Aranyház felső ürege, 2006. február 28-tól, a környezetvédelmi és vízügyi miniszter 8/2006. KvVM utasítása szerint, megkülönböztetett védelmet igénylő barlang.

## További irodalom
- Hoffer András: A Tihanyi félsziget vulkáni képződményei. Földtani Közlöny, 1943. (73. köt.) 375–429. old.
- Lóczy Lajos: A Balaton környékének geológiai képződményei és ezeknek vidékek szerinti telepedése. A Balaton tudományos tanulmányozásának eredményei, 1913. 1. köt. 1. rész. 320–340. old.
- Pávai-Vajna Ferenc: A forró oldatok és gőzök-gázok szerepe a barlangképződésnél. Hidrológiai Közlöny, 1930. (10. köt.) 115–122. old.